# Sinwol-dong
Sinwol-dong là một dong, phường của Yangcheon-gu ở Seoul, Hàn Quốc.

## Liên kết
- Trang chính thức Yangcheon-gu[liên kết hỏng]
- (tiếng Hàn) Trang tâm văn phòng dân cư Sinwol 1-dong Lưu trữ ngày 7 tháng 3 năm 2016 tại Wayback Machine